# Townsend Coleman
Townsend Coleman (ur. 28 maja 1954) – amerykański aktor głosowy. 

## Wybrana filmografia
- 1986: Mój mały kucyk
- 1986: Wilczek jako Scott Howard (Wilczek)
- 1987: Wojownicze Żółwie Ninja jako Michelangelo
- 1987: Alicja po drugiej stronie lustra jako Tom Głupek
- 1988: Valorianie i dinozaury
- 1990: Widget
- 1990: Tajemnica zaginionej skarbonki jako Michaelangelo oraz ojciec Michała i Kasi
- 1991: Kosmokoty jako Scratch
- 1987: Jeździec srebrnej szabli jako Colt
- 1992: Dolina paproci jako Knotty
- 1996: Potężne Kaczory jako Canard